# Anne Béranger
Anne Béranger est une chorégraphe, actrice et chanteuse franco-égyptienne.

## Biographie
Anne Béranger, de son vrai nom Bella Golofteiner, naît au Caire en Égypte le 26 décembre 1925, de son père Zalman Golofteiner et de sa mère Sarah Resnick. Elle décède le 18 juillet 1983 dans le 17e arrondissement de Paris à 57 ans.
À ses 19 ans, à la sortie de la Seconde Guerre mondiale, Anne Béranger a un enfant avec son mari, Gérard Borgne, duquel elle divorça plus tard. Leur fille, Dominique Borg, devint une costumière reconnue et récompensée pour son travail au cinéma et sur scène.
À ses 24 ans, Anne Béranger incarne une femme de chambre prénommée Lucie dans J'y suis, j'y reste, une pièce de théâtre qui connaît un grand succès avec plus de 1000 représentations sur plus de trois ans au Théâtre du Gymnase. Forte de son succès, elle tente sa chance au cinéma mais n'obtient que quelques rôles de figuration et a parfois la chance d'être créditée au générique.
À partir de 1954, Anne Béranger se dirige vers le florissant petit écran pour y présenter des ballets, participer à des émissions de variétés notamment 36 chandelles, jouer dans des séries et des téléfilms, mais surtout jouer dans de nombreuses opérettes diffusées à la télévision. Anne arrive à décrocher, grâce à sa notoriété télévisuelle, quelques seconds rôles au cinéma qui resteront anecdotiques.
En 1969, Anne Béranger lâche sa carrière pour fonder une compagnie de danse contemporaine, la Compagnie Anne Béranger, avec la participation de 1970 à 1973 de Joseph Russillo comme chorégraphe attitré, une des toutes premières compagnies contemporaines en France où étaient invitées des étoiles comme Claire Motte, Mireille Nègre, Jacqueline Rayet (de l’Opéra de Paris) ou Germinal Casado du Ballet du XXe siècle de Maurice Béjart.
« Nous ne sommes pas une compagnie d'avant-garde », dit Anne Béranger, « nous recherchons une danse purement animale, un langage qui vienne du corps ».
La compagnie Anne Béranger sera dissoute en 1987, quelques années après son décès.

## Carrière

### Actrice de cinéma
- 1967 : Le chacal traque les filles de Jean-Michel Rankovitch
- 1960 : Terrain vague de Marcel Carné
- 1958 : Rapt au Deuxième Bureau  de Jean Stelli : Carol Carr - une journaliste
- 1957 : Pas de grisbi pour Ricardo d'Henri Lepage : l'assistante du faux impresario
- 1957 : Elisa de Roger Richebé : Alexandrine
- 1953 : Les Compagnes de la nuit de Ralph Habib : Une fille (non créditée)
- 1952 : Une fille sur la route de Jean Stelli
- 1951 : Un grand patron d'Yves Ciampi : (non créditée)
- 1950 : Rome-Express de Christian Stengel

### Actrice de télévision
- 1969 : Les Eaux mêlées (téléfilm) de Jean Kerchbron
- 1968 : Princesse Czardas (téléfilm) de Dirk Sanders
- 1966 : Le train bleu s'arrête 13 fois (série TV, épisode 9 : Nice : Cabine 2) : Huguette
- 1964 : Blagapar (série TV, épisode Versailles) : Une promeneuse - Madame de Maintenon, chante "J'aime beaucoup ça"
- 1961 : Le Crescendo (téléfilm) de Marcel Bluwal : Sophie
- 1961 : Quelle époque ! 2 (téléfilm) de Michel Ayats : Émilie
- 1960 : Quelle époque ! (téléfilm) de Michel Ayats : Anne
- 1958 : Les Cinq Dernières Minutes (série TV, épisode 4 : "Réactions en chaîne") : Danièle Beaugency
- 1956 : Le Médium (téléfilm) de Claude Loursais : Monica

### Artiste lyrique
- 1982 : La Voix humaine, version pour piano de la tragédie lyrique de Francis Poulenc mise en scène par Antoine Vitez, décors et costumes de Dominique Borg (sa fille), avec Anne Béranger, soprano, et Setrak au piano
- 1957 : La Quincaillière de Chicago, opérette en deux actes et douze tableaux de Louiguy avec le Grand Orchestre de Wal-Berg
- 1960 : Le Sire de Vergy, adaptation TV de l'opéra-bouffe en 3 actes de Robert de Flers et Gaston Arman de Caillavet de 1903 : chante Prière (Seigneur et vous les douze apôtres) et Finale III
- 1959 : Passionnément, opérette dans le cadre de l'émission TV Airs de France : Hélène Le Barrois
- 1959 : Une femme par jour, opérette dans le cadre de l'émission TV Airs de France : Peggy
- 1958 : Dédé, opérette dans le cadre de l'émission TV Airs de France : Odette

### Théâtre
- 1950 à 1954 : J'y suis, j'y reste : Lucie, la femme de Chambre

### Productrice TV
- 1966 : Si Perrault m'était conté (mini série TV)
- 1963 à 1967 : Blagapar (série TV)
- 1963 : Le Barbier de Séville, adaptation TV de l'opéra italien de Giovanni Paisiello créé en 1782
- 1962 : Le Coup de Cléopâtre (émission TV)
- 1961 : Le Crescendo (téléfilm) de Marcel Bluwal